# Коцор, Корла Август
Ко́рла А́вгуст Ко́цор (в.-луж. , н.-луж. и нем. Korla Awgust Kocor; 3 декабря 1822, Загор, Верхняя Лужица — 19 мая 1904 недалеко от Лёбау) — лужицкий композитор и патриот, профессиональный преподаватель. Автор музыки к Гимну лужицких сербов.

## Биография
В детстве учился игре на скрипке, фортепиано и теории музыки. Начальное образование получил в Будестецах. Во время учёбы в педагогическом училище в Баутцене в 1839 году был учеником К. Э. Геринга — местного органиста и композитора, который был другом Роберта Шумана.
В 1844 году он встретил на своём пути Хандрия Зейлера, лужицкого поэта и музыканта-любителя, очарованного родным фольклором. Сотрудничество с Зейлером вдохновило Корлу на создание оратории, основанные на серболужицкой культуре.

## Творчество
Оратории
- Serbskie requiem, 1894.
- Wěnc hórskich spěwow, 1860.

Оперы
- Jakub i Kasia (Jakub a Kata), 1871.

Инструментальные работы
- Trio klawesynowe, 1873.
- Kwartet smyczkowy, 1879.
- Trzy serbskie pieśni narodowe, 1879.
- Serenada, 1889.
- Rjana Łužica, 1845.